# 1927 en littérature
| Années de la littérature : 1924 - 1925 - 1926 - 1927 - 1928 - 1929 - 1930    |
| Décennies de la littérature : 1890 - 1900 - 1910 - 1920 - 1930 - 1940 - 1950 |

Cet article présente les faits marquants de l'année 1927 en littérature.

## Parutions

### Essais
- Gaston Bachelard, Essai sur la connaissance approchée, éditions Vrin
- L.-P. Choisy, Oscar Wilde, Librairie Académique Perrin.
- Paul Mouy, L’idée de progrès dans la philosophie de Renouvier, éditions Vrin
- Bernard Groethuysen, Les origines de l’esprit bourgeois en France. I. L’Église et la bourgeoisie, éditions Gallimard.
- Martin Heidegger publie Être et Temps (Sein und Zeit). Il y donne une formulation philosophique à l’angoisse (thème exploité par Kafka dans son roman Le Procès).
- André Maurois, La Vie de Disraeli, Gallimard,  (ISBN 9782070368846)

### Nouvelles
- Stefan Zweig (autrichien), Lettre d'une inconnue, traduit par Alzir Hella et Olivier Bournac.

### Poésie
- Jean Cocteau, Opéra.
- Oscar Milosz, poème Les Arcanes.

### Romans

#### Auteurs francophones
1. Robert Desnos, La Liberté ou l'Amour.
2. Georges Duhamel, Journal de Salavin, troisième volume du cycle Vie et aventures de Salavin.
3. André Gide, Voyage au Congo (mai).
4. Pierre Mac Orlan, Le Quai des brumes (mai).
5. François Mauriac, Thérèse Desqueyroux (février).
6. Marcel Proust, Le Temps retrouvé (décembre).
7. Maurice Soulié, Marie Ier, roi des Sédangs (1888-1890), éd. Marpon. Biographie romancée.

#### Auteurs traduits
- Sadriddin Aini (tadjik), Dokhunda. premier roman en langue tadjike.
- Agatha Christie (anglaise), Le Meurtre de Roger Ackroyd (août), premier titre de la collection éd. Le Masque.
- Edward Morgan Forster (anglais), La Route des Indes.
- Hermann Hesse (suisse), Le Loup des steppes.
- Italo Svevo (italien), La conscience de Zeno.
- Oscar Wilde (anglais), Ballade de la geôle de Reading (octobre).
- Virginia Woolf (anglaise), Promenade au phare

## Théâtre
- 6 mai : Fondation du Cartel des Quatre (Louis Jouvet, Gaston Baty, Charles Dullin, Georges Pitoëff).
- 17 mai : Le Petit Mahagonny (Mahagonny Songspiel), pièce de Bertolt Brecht et d’Ernst Mehlich, créée à Baden-Baden.

- Sacha Guitry, Désiré

## Prix littéraires et récompenses
- Prix Nobel de littérature : Henri Bergson.
- Prix Goncourt : Jérôme 60° latitude nord de Maurice Bedel.
- Prix Femina : Grand-Louis l'innocent de Marie Le Franc.
- Prix Renaudot :  Maïtena de Bernard Nabonne.
- Prix d'Académie : L'Hôte divin d'Émilie Arnal.
- Grand prix du roman de l'Académie française : Les Captifs de Joseph Kessel.

## Principales naissances
- 20 janvier : Wolfgang Kasack, traducteur et slaviste allemand († 10 janvier 2003),
- 6 mars : Gabriel García Márquez, écrivain colombien († 17 avril 2014),
- 12 mars : Pol Vandromme, écrivain et critique littéraire belge († 28 mai 2009),
- 10 avril : Marc'O, écrivain français († 11 juin 2025).
- 20 avril : Kazue Morisaki, écrivaine japonaise,
- 18 mai : François Nourissier, écrivain et journaliste français († 15 février 2011),
- 9 août : Daniel Keyes, écrivain américain de science-fiction († 15 juin 2014),
- 16 octobre : Günter Grass, écrivain et artiste allemand († 13 avril 2015),
- 11 novembre : Luigi Malerba, écrivain italien († 2 mai 2008),
- 4 décembre : René Fallet, écrivain et scénariste français († 25 juillet 1983).
- 24 décembre : Mary Higgins Clark, écrivaine américaine († 31 janvier 2020).
- Jeanne Hives, illustratrice française de livres pour la jeunesse († 10 juillet 2019).

## Principaux décès
- 19 février : Georg Brandes, écrivain et critique danois (°1842).
- 15 avril : Gaston Leroux, romancier français.
- 24 juillet : Ryūnosuke Akutagawa, écrivain japonais, 35 ans
- Joao Capistrano de Abreu, historien (1853).